# يفون تريفيديتش
يفون تريفيديتش (بالفرنسية: Yvon Trèvédic)‏ (مواليد 13 نوفمبر 1902) هو ملاكم فرنسي، مثّل بلاده في الألعاب الأولمبية الصيفية 1924.

## روابط خارجية
يفون تريفيديتش على موقع أوليمبيديا (الإنجليزية)